# Finnische Fußballmeisterschaft 1927
Die finnische Fußballmeisterschaft 1927 war die 19. Saison der höchsten finnischen Spielklasse im Herrenfußball.
Helsingin Palloseura gewann die Meisterschaft.

## Ergebnisse

### Halbfinale
|                      | Ergebnis |                 |
| -------------------- | -------- | --------------- |
| Viipurin Reipas      | 4:3      | Helsingfors IFK |
| Helsingin Palloseura | 2:1      | TaPa Tampere    |

### Finale
|                      | Ergebnis |                 |
| -------------------- | -------- | --------------- |
| Helsingin Palloseura | 6:0      | Viipurin Reipas |